# Liste der Wappen in der Provinz Rovigo
Die Liste der Wappen in der Provinz Rovigo zeigt die Wappen der 50 Gemeinden in der Provinz Rovigo in Venetien in der Republik Italien. In dieser Liste sind die Wappen jeweils mit einem Link auf die Gemeinde angezeigt.

## Wappen der Provinz Rovigo

Provinz Rovigo
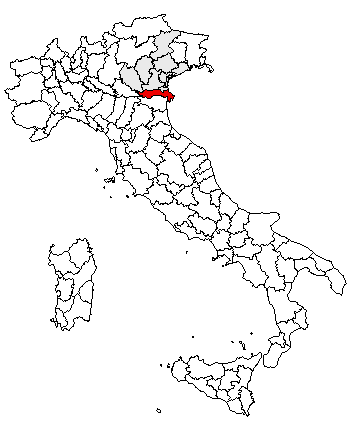
Lage in Italien

## Wappen der Gemeinden der Provinz Rovigo

Adria
Ariano nel Polesine
Arquà Polesine
Badia Polesine
Bagnolo di Po
Bergantino
Bosaro
Calto
Canaro
Canda
Castelguglielmo
Castelmassa
Castelnovo Bariano
Ceneselli
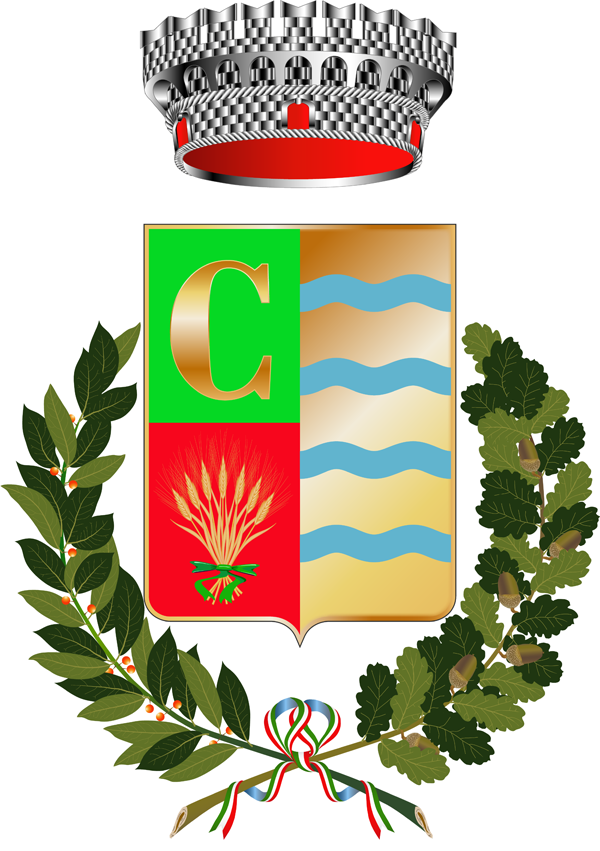
Ceregnano
Corbola
Costa di Rovigo
Crespino
Ficarolo
Fiesso Umbertiano
Frassinelle Polesine
Fratta Polesine
Gaiba
Gavello
Giacciano con Baruchella
Guarda Veneta
Lendinara
Loreo
Lusia
Melara
Occhiobello
Papozze
Pettorazza Grimani
Pincara
Polesella
Pontecchio Polesine
Porto Tolle
Porto Viro
Rosolina
Rovigo
Salara
San Bellino
San Martino di Venezze
Stienta
Taglio di Po
Trecenta
Villadose
Villamarzana
Villanova del Ghebbo
Villanova Marchesana